# Charlotte FitzRoy
Charlotte Lee, condesa de Lichfield (5 de septiembre de 1664 - 17 de febrero de 1718), conocida de soltera como Lady Charlotte Fitzroy, fue la hija ilegítima del rey Carlos II de Inglaterra y su amante más reconocida, Barbara Villiers, duquesa de Cleveland.

## Familia
Fue la cuarta hija, la segunda mujer, de Barbara Palmer, condes de Castlemaine, a su vez única hija de William Villiers, 2nd Viscount Grandison. Por ese entonces su madre estaba separada de Roger Palmer, conde de Castlemaine, pero seguían casados. Este no era el padre de los hijos de su mujer, sino que Charlotte y sus hermanos pertenecían a la descendencia ilegítima del rey Carlos II. El rey la reconoció como su hija y la permitió usar el apellido Fitzroy, que significa "hijo del rey".
Era la sobrina favorita de Jacobo, duque de York, hermano menor de Carlos II, a quien sucedería como Jacobo II. Sobre ella se escribió: "Nosotros sabemos poco sobre ella, excepto que es bonita;" ella "rivalizaba en belleza con su madre, pero era distinta en muchas aspectos." Teniendo en cuenta que la duquesa de Cleveland tenía asociada una naturaleza diabólica, por lo que lo antes expuesto implica que un carácter dulce y gentil; los cronistas de la época distinguen a Lady Lichfield como "una dama buena y virtuosa." Se decía que el rey tenía un mayor aprecio por esta dama que para con sus otros hijos.

## Matrimonio y descendencia
El 16 de mayo de 1674, antes de su décimo cumpleaños, Lady Charlotte fue comprometida con Sir Edward Lee, y se casaron el 6 de febrero de 1677, cuando ella tenía trece años. Cuando Charles Stewart, VI duque de Lennox, murió en 1673, Sir Edward fue creado conde de Lichfield. 
Tuvieron dieciocho hijos:
- Charlotte Lee, Lady Baltimore (13 de marzo de 1678 - 22 de enero de 1721), casada con:
  - (1) Benedict Calvert, IV barón Baltimore, con quien tuvo seis hijos.
  - (2) Christopher Crowe, cónsul de Leghorn, con quien tuvo cuatro hijos.
- Charles Lee, vizconde de Quarendon (6 de mayo de 1680 - 13 de octubre de 1680).
- Edward Henry Lee, vizconde de Quarendon (6 de junio de 1681 - 21 de octubre de 1713).
- El Honorable Capitán James Lee (13 de noviembre de 1681 - 1711).
- Francis Lee (14 de febrero de 1685), murió joven.
- Anne Lee (29 de junio de 1686 - 1716?), casada con N Morgan.
- Charles Lee (5 de junio de 1688 - 3 de enero de 1708).
- George Henry Lee, II conde de Lichfield (12 de marzo de 1690 - 15 de febrero de 1743).
- Francis Henry Fitzroy Lee (10 de septiembre de 1692), murió joven.
- Elizabeth Lee (26 de mayo de 1693 - 29 de enero de 1739), casada con:
  - (1) Francis Lee, su primo. Tuvo un hijo y dos hijas, siendo la mayor Elisabeth (m. 1736, Lyon) casada con Henry Temple, hijo del I vizconde Palmerston.
  - (2) Edward Young, en 1731, autor de Night Thoughts, con quien tuvo un hijo. Se dice que nunca se recuperó de la muerte de su esposa..
- Barbara Lee (3 de marzo de 1695 - después de 1729), casada con Sir George Browne, III baronet de Kiddington.
- Mary Isabella Lee (6 de septiembre de 1697 _ 28 de diciembre de 1697).
- Fitzroy Lee (10 de mayo de 1698), murió joven.
- Vicealmirante FitzRoy Henry Lee (2 de enero de 1700 - abril de 1751), Governador de la Nueva Tierra Descubierta (Canadá).
- William Lee (24 de junio de 1701), murió joven.
- Thomas Lee (25 de agosto de 1703), murió joven.
- John Lee (3 de diciembre de 1704), murió joven.
- Robert Lee, IV conde de Lichfield (3 de julio de 1706 - 3 de noviembre de 1776).